# Catada aprepia
Catada aprepia är en fjärilsart som beskrevs av George Francis Hampson. Catada aprepia ingår i släktet Catada och familjen nattflyn. Inga underarter finns listade i Catalogue of Life.